# 阿戈讷地区贝尔瓦勒
阿戈讷地区贝尔瓦勒（法語：Belval-en-Argonne，法語發音：[bɛlval ɑ̃.n‿aʁɡɔn]）是法国马恩省的一个市镇，位于该省东北部，属于香槟沙隆区。

## 地理
阿戈讷地区贝尔瓦勒（48°56'56"N, 5°0'14"E）面积12.17 平方千米，位于法国大東部大區马恩省，该省份为法国东北部内陆省份，北起阿登省，西北接埃纳省，西南接塞纳-马恩省，南至奥布省，东南接上马恩省，东临默兹省。
与阿戈讷地区贝尔瓦勒接壤的市镇（或旧市镇、城区）包括：莱沙尔蒙图瓦、勒沙特利耶、巴鲁瓦地区利勒、索梅耶。

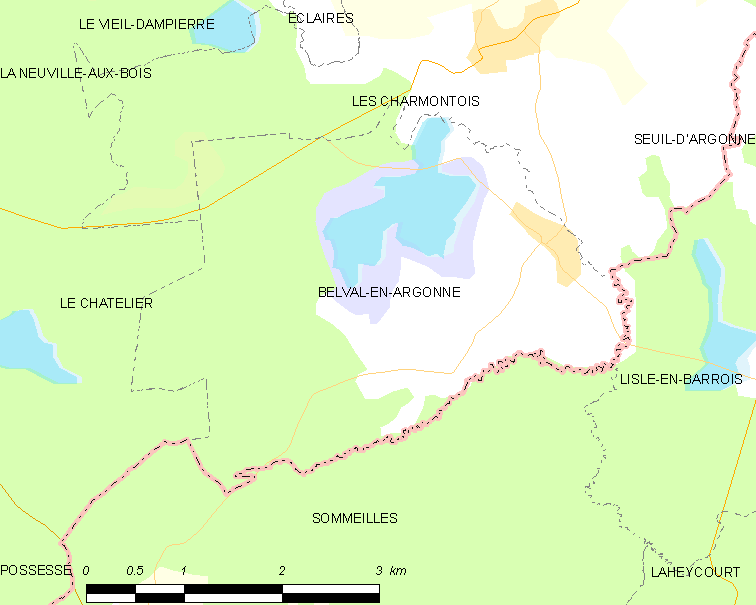
阿戈讷地区贝尔瓦勒的OSM定位图

阿戈讷地区贝尔瓦勒的时区为UTC+01:00、UTC+02:00（夏令时）。

## 行政
阿戈讷地区贝尔瓦勒的邮政编码为51330，INSEE市镇编码为51047。

## 政治
阿戈讷地区贝尔瓦勒所属的省级选区为阿戈讷-叙普-韦勒县。

## 人口

1962-2008年间阿戈讷地区贝尔瓦勒人口变化图示

阿戈讷地区贝尔瓦勒于2022年1月1日时的人口数量为44人。